# فرودگاه ناورونگو
فرودگاه ناورونگو (به انگلیسی: Navrongo Airport) یک فرودگاه است . این فرودگاه در شهر ناورانگو، غنا کشور غنا قرار دارد و در ارتفاع ۶۷۷ متری از سطح دریا واقع شده‌است.